# ورم برولاكتيني
الورم البرولاكتيني أو البرولاكتينوما ورم غدي حميد يصيب الغدة النخامية التي تنتج هرمون البرولاكتين. وهو أكثر اورام الغدة النخامية شيوعا وتظهر اعراض المرض عندما يزداد معدل افراز البرولاكتين في الدم أو عن طريق ضغط الورم على الأنسجة المحيطة به.
البرولاكتين يحفز إنتاج الحليب في الثدي خلال فترة الحمل، وله وظائف أخرى كثيرة مثل تنظيم المزاج. بعد ولادة الطفل، قد يقل مستوى إفراز البرولاكتين في دم الأم مالم يسحب الحليب من ثدي الام وفي كل عملية سحب للحليب يرتفع مستوى البرولاكتين في الدم مما يمكن من استمرارية إنتاج الحليب وفي الذكور يعتبر البرولاكتين المسؤول عن النشوة الجنسية ولكن زيادة معدل إفرازه تؤدي إلى مشاكل في الانتصاب.
واستنادا إلى حجم الورم يمكن تصنيفه إلى 1 ميكروبرولاكتنوما (قطره أقل من 10مم)، 2-ماكروبرولاكتنوما (قطره أكبر من 10 مم).

## الانتشار (مدى حدوثه)
تشير دراسات تشريح الجثة أن 6-25 ٪ من سكان الولايات المتحدة يصابون بأورام الغدة النخامية الصغيرة. أربعون في المئة من هذه الأورام النخامية تنتج هرمون البرولاكتين ولكنه لايعتبر ذو اهميه سريريه. والاعراض السريريه لاورام الغدة النخاميه تؤثر على صحة ما يقرب من 14 من أصل 100000 شخص. في سلسلة من العمليات الجراحية وجد ان ما يتراوح بين 25-30 ٪ من أورام الغدة النخامية اوراما حميده وكذلك هرمون النمو (GH) الذي يرافق افراز البرولاكتين ينتج الورم. ونوع الورم البرولاكتيني الدقيق أكثر شيوعا من نوع الورم البرولاكتيني الكبير.

## مسببات الورم
سبب أورام الغدة النخامية ما زال مجهولا. ولقد ثبت أن الإجهاد يمكن أن يزيد بشكل كبير من مستويات البرولاكتين وينبغي أن نؤكد وجود فوارق في التشخيص على الرغم من انه عادة ما لا يعتبر من هذا القبيل. معظم أورام الغدة النخامية ليست وراثيه
المعدل الطبيعى لافراز البرولاكتين والذي لايسبب ورم الميكروبرولاكتينوماس هو 5000 مل لتر لكن لأسباب أخرى. أهمها اثار بعض الأدوية، كما انه لا ينبغي أن نجهل الأسباب الفسيولوجية للحمل والرضاعة ولا آثار أورام الغدة النخامية الأخرى. وقد نوقش هذا الموضوع بتفاصيل اوفى تحت عنوان فرط إفراز البرولاكتين

## أعراض المرض
و الأعراض من ذوي الخبرة في النساء والرجال كما للبرولاكتين من جميع الأسباب. مضاف لذلك الضغط الناجم عن حجم الماكروبرولاكتينوماس على الذي يسبب الشعور بالصداع أو فقدان الرؤية (عمى نصفي صدغي مزدوج)نتيجة للضغط على العصب البصري the Optic chiasm، وربما يحدث انقطاع للطمث بسبب زيادة إفراز البرولاكتين الذي يعطل إفراز الغدة النخامية لهرمون الجونادوتروبين غونادوتروبينات مما ينجم عنه قصور في الغدد التناسلية. ولكن في الرجال لا نلاحظ انقطاع للطمث كما في النساء مما يؤدي إلى تأخر مقابلة الطبيب حتى تظهر الأعراض الأخرى المتمثلة في الصداع ومشاكل البصر

## التشخيص
يقوم الطبيب باجراء فحص مستويات برولاكتين الدم في النساء مع إفراز الحليب غير المبررة (ثر اللبن) أو عدم انتظام الحيض أوالعقم وفي حالات نادرة إفراز الحليب.ولدى الرجال المصابين إجراء فحص ضعف الوظيفة الجنسية، إذاكان مستوى البرولاكتين مرتفع، يجرى الطبيب اختبار وظيفة الغدة الدرقية ويسأل عن الأسباب أو الأدوية التي استعملها المريض والتي يمكن ان تؤثر على معدل زيادة الافرازللبرولاكتين. كما يطلب الطبيب إجراء التصوير بالرنين المغناطيسي (تصوير بالرنين المغناطيسي), والذي هو الأكثر حساسية اختبار للكشف عن أورام الغدة النخامية وتحديد حجمها. تكرر فحوصات الرنين المغناطيسي دوريا لتقييم وتطور الورم ومعرفة اثر العلاج عليه. التصويرالمقطعي المحوسب (الاشعة المقطعية) يعطي أيضًا صورة من الغدة النخامية، ولكنه أقل حساسية من التصوير بالرنين المغناطيسي.
وبالإضافة إلى تقييم حجم ورم الغدة النخامية يبحث الأطباء عن تلف الانسجة المحيطة بها، وإجراء اختبارات لتقييم ما إذا كان معدل افراز هرمونات الغدة النخامية الأخرى طبيعي. اعتمادا على حجم الورم، يمكن للطبيب طلب فحص العين مع قياس الحقول البصرية.

## العلاج
والهدف من العلاج هو إعادة إفراز البرولاكتين إلى وضعها الطبيعي، وتخفيض حجم الورم، وتصحيح أي تشوهات بصرية، واستعادة وظيفة الغدة النخامية العادي. بالإضافة إلى ما ذكر أعلاه ينبغي إزالة أي ضغوط نفسية قبل تشخيص ورم البرولاكتينوما. ممارسة الرياضة يمكن أن تقلل إلى حد كبير الضغط النفسي وبالتالي تعدل مستوى البرولاكتين وتساعد المعالجة. وينبغي أيضًا تجدر الإشارة إلى أن ارتفاع مستويات البرولاكتين يمكن أن تسهم في تطوير ورم برولاكتيني بحيث يمكن تشخيص الذاتي الوفاء إذا كان السبب الأصلي هو الإجهاد. في حالة الأورام كبيرة جدا، قد خفض جزئي فقط من مستويات البرولاكتين يكون ممكنا.

### الأدوية
دوبامينالدوبامين هو المادة الكيميائية التي تمنع عادة إفراز البرولاكتين، لذلك قد يستخدم الطبيب لعلاج الورم مادة بروموكريبتين أو مادة الكابيرقولين التين تعملان عمل الدوبامين. وهذا النوع من الدواء يسمى مشارك الدوبامين. هذه الأدوية تقليص الورم وتجعل مستويات البرولاكتين تعود إلى طبيعتها في ما يقرب من 80 ٪ من المرضى. وكلا الطريقتين اثبتت جدواها في معالجة الورم العلاج بالغذاء والعلاج بالدواء. البروموكريبتين هو مشارك الدوبامين الوحيد المعتمد لعلاج العقم. بينما مشارك الدوبامين الثاني بيرقولايدبيرغوليد }، المتاح في الولايات المتحدة لم تتم الموافقة لمعالجة الحالات التي يرتفع فيها مستوى البرولاكتين في الدم.
للبروموكريبتين آثار جانبية كالغثيان والدوار. ولتجنب هذه الآثار الجانبية يجب أن يتناول العلاج بجرعات صغيرة.
لا ينبغي أن يوقف العلاج بالبروموكريبتين دون استشارة اختصاصي الغدد الصم المؤهلين. لأن مستويات البرولاكتين ترتفع مرة أخرى في كثير من الأحيان في معظم الناس عندما يتم التوقف عن الدواء. ومع ذلك تبقى مستويات البرولاكتين طبيعية في بعض الأحيان لذلك فإن الطبيب قد يقترح تخفيض أو وقف العلاج مرة كل سنتين على أساس تجريبي.
وأيضًا للكابيرقولين 0Cabergoline}آثاره الجانبية مثل الغثيان والدوار ولكن قد تكون أقل شيوعا وأقل حدة من التي مع بروموكريبتين. وكما هو الحال مع العلاج بروموكريبتين، قد يتم تجنب الآثار الجانبية إذا بدأ العلاج بجرعات صغيرة وإذا استمر مستوى برولاكتين المريض طبيعيا لمدة 6 أشهر، يجوز للطبيب إيقاف العلاج. كما لا ينبغي أن يوقف العلاج بالكابيرقولينCabergoline دون استشارة اختصاصي الغدد الصم المؤهلين أيضًا.

### الجراحة
وينبغي النظر في إجراء عملية جراحية وإذا تعذر العلاج الطبي أو إذا فشلت في خفض مستويات البرولاكتين واستعادة وظيفة التكاثر الطبيعي ووظيفة الغدة النخامية وتقليل حجم الورم. إذا كان العلاج الطبي ناجح جزئيا يجب أن يستمر هذا العلاج جنبا إلى جنب مع العلاج بالجراحة أو بالأشعة.
نتائج الجراحة تعتمد إلى حد كبير على حجم الورم ومستوى البرولاكتين. كلما ارتفع مستوى البرولاكتين، كلما قلل من فرص اعادته لمستواه الطبيعي في الدم.و في أفضل المراكز الطبية تقوم الجراحة بتصحيح مستويات البرولاكتين في 80 ٪ من المرضى الذين يعانون من البرولاكتين في الدم إلى أقل من 250 نانوغرام / مل. وحتى في المرضى الذين يعانون من الأورام الكبيرة التي لا يمكن إزالتها تماما فإن العلاج بالعقاقير يكون قادرا على إعادة برولاكتين المصل إلى المعدل الطبيعي بعد الجراحة. اعتمادا على حجم الورم ومقدار ما يتم إزالته، وتظهر الدراسات أن 20 إلى 50 ٪ يتماثلون إلى الشفاء خلال خمس سنوات.

## الحمل ووسائل منعه عن طريق الفم
إذا كان للمرأة ورم برولاكتيني صغير يمكن أن تحمل حمل طبيعي بعد المعالجة الطبية الناجحة. تتضخم الغدة النخامية ويزدادإنتاج البرولاكتين أثناء الحمل الطبيعي للنساء اللائى لايعانين دون اضطرابات الغدة النخامية. والمرأة التي تعاني من الورم المفرز للبرولاكتين ربما تعاني من تضخم الغدة النخامية لذلك يجب أن تكون تحت المراقبة أثناء الحمل. ومع ذلك قد يحدث أذى للغدة النخامية أو للعصب البصري في أقل من واحد بالمئة في الحوامل اللائى يعانين من الورم، أما في النساء اللائى يعانين من الأورام الكبيرة، مخاطر تلف الغدة النخامية أو العصب البصري يكون أكبر، ويقدره بعض الأطباء بما يصل إلى 25 ٪. وإذا أكملت المرأة حملها بنجاح، فإن فرص نجاح حمل آخر تكون مرتفعة للغاية.
ينبغي للمرأة المصابة بالبرولاكتيني مناقشة خططها مع طبيبها لوضع تصور وتقييم يقيها مخاطر الورم قبل أن تصبح حاملا. يشمل هذا التقييم التصوير بالرنين المغناطيسي)وفحص دقيق لتقييم حجم الورم وفحص للعين مع قياس الحقول البصرية. وحالما أصبحت المريضة حاملاً ينصحها طبيبها بالتوقف عن تناول العلاجات الأكثر شيوعا لورم البرولاكتيني.مثل البروموكريبتين أو cabergoline. معظم المريضات الحوامل يزرن أطباء الغدد الصماءكل شهرين مره. وعلى المريض استشارة طبيب الغدد الصماءعلى الفور إذا ظهرت عليه الأعراض مثل الصداع، والتغيرات البصرية والغثيان والقيء، والعطش المفرط أو التبول، أو النعاس الشديد. ويجوز تجديد بروموكريبتين أو كابرجولين وربما تكون هناك حاجة إلى مزيد من المعالجة إذا ازداد نمو الورم أثناء الحمل.
وفي نفس الوقت الذي يعتقد فيه أن لوسائل منع الحمل عن طريق الفم مساهمة في تطورالمرض. ولكنه، لم تثبت صحة الإعتقاد به. المرضى الذين يعانون من ورم البرولاكتيني ويتعالجون بالبروموكريبتين أو cabergoline قد يستخدمون موانع الحمل عن طريق الفم. وبالمثل، بعد انقطاع الطمث استبدال الاستروجين آمن للمرضى الذين يعانون من ورم البرولاكتيني مع العلاج الطبي أو الجراحة.

## مخاطر ترقق العظام
فرط إفراز البرولاكتين يمكن أن يسبب انخفاض إنتاج هرمون الاستروجين في المرأة وانخفاض إنتاج هرمون التستوستيرون لدى الرجال. وبالرقم من استعادة إنتاج هرمون تستوستيرون والاستيروجين بعد المالجة من الورم خلال سنة أو سنتين فان وجودهما لاتتاثر به قوة العظام، وينبغي على المرضى أن تحمي نفسها من هشاشة العظام عن طريق زيادة كمية الكالسيوم وممارسة النظام الغذائي الكامل وتجنب التدخين. المرضى قد ترغب في الحصول على قياسات كثافة العظام لتقييم تأثير نقص هرمونى الاستروجين والتستوستيرون على كثافة العظام. وقد يحتاجا أيضًا إلى مناقشة استبدال المالجة بهرمونى التستوستيرون والاستروجين مع طبيبها.

## توقعات سير المرض
الناس المصابون بالبرولاكتنيما الصغيرة توقعات سير المرض لديهم ممتاز. في 95 ٪ من حالات الورم لم تظهر أي علامات تشير إلى النمو خلال فترة 4-6 سنوات.
اما البرولاكتينوماس الكبيرة غالبا ما تتطلب معالجة أكثر شدة وإلا فإنها قد تستمر في النمو. وليس هناك طريقة موثوق بها تنبى بمعدل النمو، الذي يختلف من فردلاخر. والرصد المنتظم من قبل اختصاصي للكشف عن أي تغييرات رئيسية في الورم مطلوب.

## روابط خارجية
- شبكة جمعية الغدة النخامية